# Parafia św. Andrzeja Apostoła w Warszawie
Parafia Świętego Andrzeja Apostoła na Mirowie w Warszawie – parafia rzymskokatolicka należąca do dekanatu śródmiejskiego, archidiecezji warszawskiej, metropolii warszawskiej Kościoła katolickiego, w Warszawie. Obsługiwana przez księży archidiecezjalnych.

## Historia
Parafia została erygowana w 1774 roku. 
Kościół parafialny św. Karola Boromeusza został wybudowany w XIX wieku.